# گاکسهیل
گاکسهیل (به انگلیسی: Goxhill) یک روستا در بریتانیا است که در Goxhill واقع شده‌است. گاکسهیل ۲٬۲۹۰ نفر جمعیت دارد.